# Notiocoelotes
Genre
Notiocoelotes est un genre d'araignées aranéomorphes de la famille des Agelenidae.

## Distribution
Les espèces de ce genre se rencontrent en Chine, au Viêt Nam, au Laos et en Thaïlande.

## Liste des espèces
Selon World Spider Catalog (version 17.5, 23/09/2016) :
- Notiocoelotes laosensis Wang, Xu & Li, 2008
- Notiocoelotes lingulatus Wang, Xu & Li, 2008
- Notiocoelotes maoganensis Zhao & Li, 2016
- Notiocoelotes membranaceus Liu & Li, 2010
- Notiocoelotes orbiculatus Liu & Li, 2010
- Notiocoelotes palinitropus (Zhu & Wang, 1994)
- Notiocoelotes parvitriangulus Liu, Li & Pham, 2010
- Notiocoelotes pseudolingulatus Liu & Li, 2010
- Notiocoelotes pseudovietnamensis Liu, Li & Pham, 2010
- Notiocoelotes qiongzhongensis Zhao & Li, 2016
- Notiocoelotes sparus (Dankittipakul, Chami-Kranon & Wang, 2005)
- Notiocoelotes spirellus Liu & Li, 2010
- Notiocoelotes vietnamensis Wang, Xu & Li, 2008

## Publication originale
- Wang, Xu & Li, 2008 : Notiocoelotes, a new genus of the spider subfamily Coelotinae from southeast Asia (Araneae, Amaurobiidae). Zootaxa, no 1853, p. 1-17.